# Herb Drury
Herbert Joseph Drury, detto Herb (Midland, 2 marzo 1896 – Pittsburgh, 1º luglio 1965), è stato un hockeista su ghiaccio canadese naturalizzato statunitense.

## Palmarès

### Olimpiadi
- Argento a Anversa 1920 nell'hockey su ghiaccio.